# Kígyónyelvpáfrányok
A kígyónyelvpáfrányok (Ophioglossales) az ősharasztok (Psilotopsida) osztályának egyik rendje. Régebbi rendszerekben a páfrányok (Pteridopsida) osztályának alosztályaként szerepeltek (Ophioglossidae), ám a genetikai vizsgálatok igazolták, hogy a páfrányok osztályához nincs közük. Egyes újabb rendszerezések a kígyónyelvpáfrányokat Ophioglossophyta néven külön növénytörzsnek tekintik. Legközelebbi rokonaik a Psilotales rend fajai (Psilotum és Tmesipteris nemzetség), amelyeknek testvércsoportjaként jelentkeznek a kladogramon. 80 fajuk ismert, fosszilisan csak a paleocén óta ismeretesek, bár sokkal ősibb benyomást keltenek.

## Leírásuk
A kígyónyelvpáfrányoknak általában igen rövid földalatti törzsük van, a rizóma ritkább ebben az osztályban. Bár gyökérszőreik hiányoznak, a rövid föld alatti törzs kérgében mikorrhiza található. A mérsékelt égövi fajok egy levelet fejlesztenek évente, a trópusiak akár 4–5-öt is. A levél jellemzően kétkaréjú: egy meddő és egy termő levélrészből áll (bár egyes trópusi fajoknak a meddő levélrésze hiányzik). Ez tulajdonképpen ősi, primitív villás elágazásnak tekinthető. A sporofillum és a meddő karéj osztottsága mindig megegyezik: ha a levél osztatlan, a sporofillum is egyszerű, ha a levél kétszer osztott, akkor a sporofillum is ilyen.
A sporangium gömb alakú, igen vastag falú, hosszanti repedéssel nyílik. A spórák alakja gömbös-tetraédrikus. A spórák száma változaztos, 2 ezer–15 ezer között változhat (sporangiumonként). A kifejlődő előtelep hamar gombakapcsolatba kerül, ez a további fejlődésének előfeltétele. Klorofillt nem tartalmaz, mélyen benő a talajba. A protallium alakja is változatos: lehet tömör, gumószerű, féregszerűen megnyúlt, többszörösen villásan elágazó stb. Az ivarszervek (anterídium és archegónium) a protalliumban besüllyedt helyzetű, az anterídiumban nagyszámú sokostoros spermatozoid képződik. Az embrióból kifejlődő kis növényt még akár hosszú évekig is táplálja az előtelep.

## Kárpát-medencei fajaik
A Kárpát-medencében is élnek fajaik. A kis holdruta (Botrychium lunaria) karéjai egyszerűen szeldeltek, a sokcimpájú holdruta (Botrychium multifidum) karéjai viszont 2–3-szorosan is lehetnek szeldeltek. A közönséges kígyónyelv (Ophioglossum vulgatum) levele ép, sporofillum-füzére is egyszerű.
A virginiai holdruta (Botrychium virginianum) Kunfehértón lelhető fel.